# Timebomb (Kylie Minogue)
Timebomb è un singolo della cantautrice australiana Kylie Minogue, il primo singolo ufficiale annunciato dopo l'undicesimo album di inediti Aphrodite del 2010. La canzone presenta suoni elettronici e di genere dance - house, ed è stata scritta da Karen Poole, Matt Schwartz e Paul Harris. Il singolo è stato lanciato in tutto il mondo il 25 maggio 2012.

## Descrizione
Il singolo, è un regalo dell'artista ai suoi fans per celebrare i 25 anni di carriera. Nei primi mesi del 2012 sono state pubblicate delle versioni acustiche di due brani (Finer Feelings e On a Night Like This) mentre a giugno è stato pubblicato The Best of Kylie Minogue contenente 21 successi di Minogue ma nessun inedito.
Timebomb è stato descritto come un brano dance/elettronico semplice ma al tempo stesso particolare presentando un sound che rimanda ai brani pop degli anni novanta e duemila e anche il video musicale è stato realizzato seguendo questa linea.

## Video
Il videoclip per il singolo è stato girato il 15 maggio 2012 a Londra, nel Regno Unito. Nei primi mesi del 2012, emergono alcune immagini di Kylie Minogue a Londra, per le riprese del suo video musicale. Le immagini mostrano Kylie Minogue con hot pants di jeans, una giacca nera con un disegnato sopra un cuore e tacchi in una giornata piovosa a Londra. È stato poi annunciato sul suo sito che, quando il conto alla rovescia sul suo sito web è stato sbloccato, avrebbe rivelato il video musicale del singolo.
Il video è stato diretto e montato da Christian Larson. Esso inizia con Kylie Minogue che sta facendo delle riprese proprio del suo stesso video musicale. Dopo le riprese, lei esce dallo Studio di ripresa e comincia a cantare la canzone. Lungo la strada, indossando una giacca con un cuore disegnato su di essa, si appropria di un cellulare che trova sopra un tavolino e fa alcune riprese a se stessa e poi giunge infine a un club dove si balla musica house. Dopo ballato esce dal club, e continua la sua camminata lungo la Old Compton Street, Soho accompagnata da persone che la guardano. A questo punto, comincia ad apparire Minogue con scene dinamiche in una stanza bianca, che vengono miscelate con effetti visivi dalle strade di Londra. Minogue sale in una macchina e passa per le strade di Londra. Poi la scena passa vicino ad un locale dove Minogue non appena esce dalla sua macchina, viene inseguita da un uomo, ma lei lo trascina in una stanza e si presenta con una danza sensuale. Infine, lei ritorna per le strade della città, ma stavolta in una moto guidata dall'uomo che la inseguiva. La storia del video musicale viene presentata da diverse prospettive quali telecamere di sicurezza, sguardi dei passanti, smartphone, ecc..

## Tracce
CD1 single
1. Timebomb
2. Timebomb (Remix)
3. Video
4. Timebomb (3:36)

## Classifiche
| Classifica (2012)                | Posizione massima |
| -------------------------------- | ----------------- |
| Australia                        | 12                |
| Australia Dance Chart            | 1                 |
| Austria                          | 58                |
| Belgio (Fiandre)                 | 43                |
| Belgio (Vallonia)                | 49                |
| Canada                           | 73                |
| Giappone                         | 32                |
| Irlanda                          | 26                |
| Italia                           | 23                |
| Nuova Zelanda                    | 23                |
| Paesi Bassi                      | 44                |
| Regno Unito                      | 31                |
| Spagna                           | 20                |
| Ungheria                         | 20                |
| Ucraina                          | 1                 |
| Dance Club Song USA              | 1                 |
| Dance/Electronic Digital SongUSA | 17                |

### Pubblicazione internazionale
| Paese     | Data      | Formato          |
| --------- | --------- | ---------------- |
| Worldwide | 25 maggio | Digital Download |